# Palmodes strigulosus
Palmodes strigulosus är en biart som först beskrevs av A. Costa 1861.  Palmodes strigulosus ingår i släktet Palmodes och familjen grävsteklar. Inga underarter finns listade i Catalogue of Life.